# 災害時応援協定
災害時応援協定（さいがいじおうえんきょうてい）とは、災害発生時における各種応急復旧活動に関する人的・物的支援について、地方公共団体（以下、「自治体」）と民間事業者や関係機関との間で、または自治体間で締結される協定のことである。

## 概要

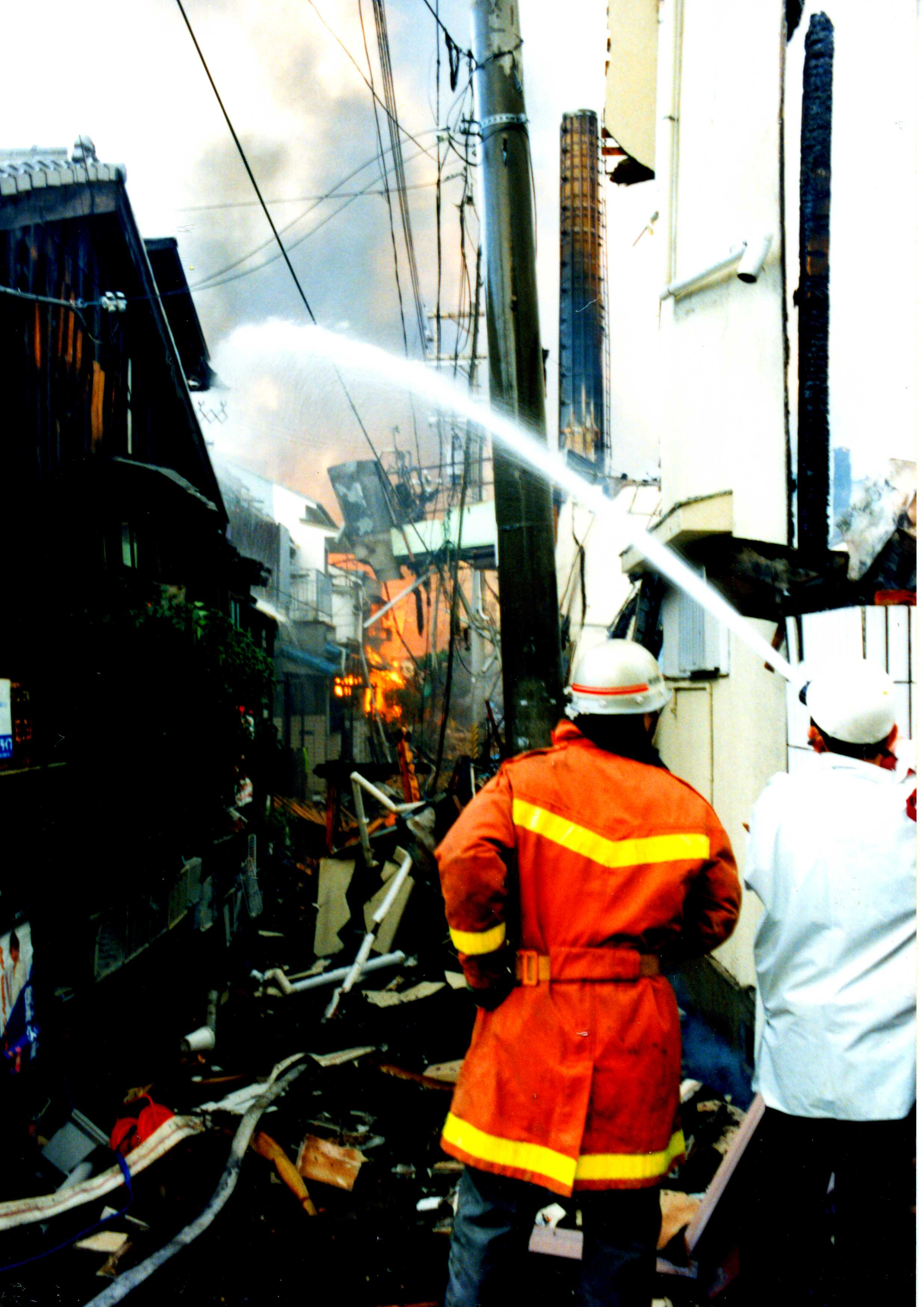
阪神・淡路大震災での消防活動。現地の消防だけでは人手が足りなかった。

大規模災害発生時には、ライフラインや情報通信網の途絶、パニックの発生、庁舎や公共施設の損壊、職員の負傷などにより、被災自治体の災害対応能力は著しく低下する。このため、被災自治体（特に市町村）単独では、多岐の分野に渡り、かつ膨大な量の応急復旧活動を満足に遂行できないという事態が生じる。
このような事態に対処する手段の一つとして、物資の供給、医療救護活動、緊急輸送活動等の各種応急復旧活動について被災自治体をサポートする旨の協定が、多くの自治体と民間事業者や関係機関（以下、「民間事業者」）との間で締結されている。民間事業者は、自治体にはない専門的な技術や知識、資機材などを有していることから、様々な分野の民間事業者と協定を締結することで、広く的確な応急復旧活動が期待できる。
また、自治体間での相互応援協定も全国的に締結されており、自主的・積極的な応援出動、被災自治体への応援に関して必要な調整を行う幹事自治体の事前決定など、阪神・淡路大震災の教訓を踏まえたスムーズな応援を達成するための体制整備が図られている。
これらの動きは、迅速な応急復旧対策について多くの教訓を残した阪神・淡路大震災後から特に顕著である。

## 自治体と民間事業者との協定

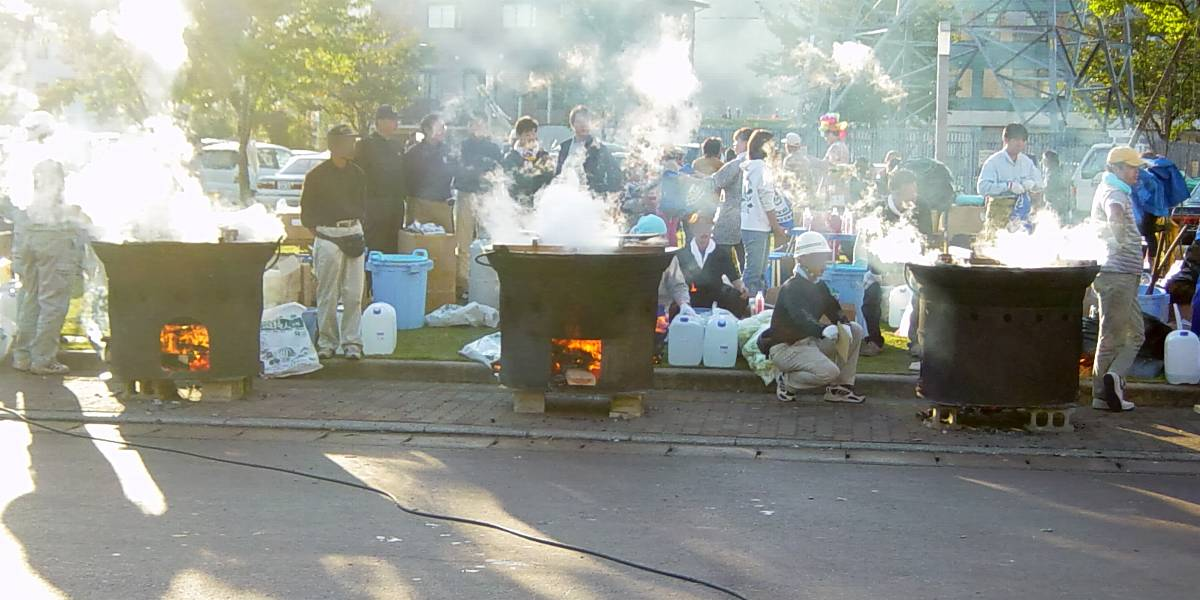
炊き出し

自治体と民間事業者との応援協定の内容は、締結事業者の所掌分野に応じ、医療救護、物資の提供、輸送業務や情報通信など、多岐にわたる。
自治体と応援協定を締結する民間事業者は年々増加しており、都道府県と災害時の協定を結んでいる民間事業者は2004年の2332から、2005年は2442に増えている。

### 主な応援内容
主な応援の内容とその応援主体は、以下のとおりである。
| 分野             | 応援内容 | 応援主体                                                                                  |
| ---------------- | --- | ----------------------------------------------------------------------------------------- |
| 医療救護         | - 負傷者の応急手当 - 医療救護活動の提供 - 医薬品の供給                                                                 | - 各都道府県医師会 - 各都道府県歯科医師会 - 各都道府県薬剤師会 など                       |
| 物資供給         | - 食料品の供給 - 飲料水の供給、 災害対応型自動販売機の設置 - 日用品の供給 - 建設材の供給 - ガスの供給 - 炊き出しの実施 | - 食品業者 - 清涼飲料水販売業者 - 小売業者 - 建設・土木業者 - エルピーガス協会各支部 など |
| 緊急輸送         | - 物資輸送 - 輸送用車両の提供                                                                                          | - 全日本トラック協会各支部 - 全国赤帽軽自動車運送協同組合連合会 など                      |
| 避難収容         | - 帰宅困難者の避難収容 - 避難行動要支援者の避難収容                                                                    | - 大規模小売店舗 - ガソリンスタンド - 社会福祉施設 など                                   |
| 災害広報         | - 災害情報の放送 - 避難指示の伝達                                                                                      | - 地元ケーブルテレビ会社 - 地元ラジオ放送局 など                                          |
| ライフライン復旧 | - ガス施設の復旧 - 水道施設の復旧 - 電気施設の復旧                                                                     | - 管工事協同組合 - 電力会社 - ガス事業者 など                                             |
| し尿収集運搬     | - し尿の収集運搬・処理                                                                                                 | - し尿処理業者                                                                            |

### 締結のメリット
応援協定を締結することは、受援自治体と応援民間事業者の双方にメリットを生む。自治体においては、被災時に応急対策活動に関する様々な援助が受けられるだけでなく、平常時の物資備蓄にかかる空間的および金銭的コストを抑制することができる。特に、非常食や飲料水などの消費期限を有する物資の提供を受けることは、金銭的コストへの削減効果が大きい。
また、協定が締結された際には企業名および団体名と共にその旨が広報されることが多いことから、民間事業者側の主なメリットとして、当該民間事業者のイメージアップが挙げられる。応援内容の多くは当該民間事業者が通常業務で取り扱っている物品や役務の提供であり、協定の締結にあたって民間事業者側で特段の準備が必要ないことも魅力となっている。
特に建設業の場合、自治体もしくはそれに準ずる公的機関(災害拠点病院など)との防災協定は社会貢献となり、経営事項審査の加点として評価される。実際の防災協定は大企業は単独で、中堅中小は業界団体で締結していることが多い。
医療機関側でも病院機能評価の際、ライフライン事業者(建設業を含む)、医薬品・食料品の納入業者との防災協定は必須となっている。

## 自治体間の相互応援協定
広域的な災害対策を効率的に展開することを目的とし、市町村間、都道府県間などのさまざまなレベルで自治体間の相互応援協定が締結されている。
各自治体では、応援受入れに備え、地域防災計画等により緊急輸送道路や広域応援受入施設を定めている。

### 市町村間の相互応援協定
市町村では、都道府県内の全市町村を対象とした統一応援協定の締結など、相互応援協定締結への積極的な取り組みが見られ、全国で1,457もの市町村が広域防災応援協定を締結している（平成18年4月1日現在）。また、姉妹都市関係にある市町村間で相互応援協定が締結されることも多い。
2004年の福井豪雨では友好姉妹都市の熊本市が福井市を支援し、2016年の熊本地震では福井市が熊本市に支援物資を被災地に届けた。

### 大都市間の相互応援協定
東京都と全国20の政令指定都市間で結ばれている「21大都市災害時相互応援に関する協定」（2012年4月1日発効）は、加入している都市が被災し自力で十分な応急措置が出来ない場合に、他の大都市が相互に救援協力する協定である。2011年3月11日に発生した東北地方太平洋沖地震（東日本大震災）では、政令市の一つである仙台市が被災した時にこの協定（当時は「20大都市災害時相互応援に関する協定」）が適用されているほか、2016年4月14日以降の一連の熊本地震でも政令市の一つである熊本市に対してこの協定が適用されている。

### 都道府県間の相互応援協定
より広域的なものとして、都道府県相互間においても協定締結への取組みが進んでおり、全国で26の協定が締結されている。
また、平成8年7月には全国知事会において全都道府県による相互応援協定である「全国都道府県における災害時の広域応援に関する協定 (PDF) 」（以下、「全国都道府県広域応援協定」）が締結され、全国レベルでの応援体制が整備された。この協定は、各都道府県やブロック知事会で締結している応援協定では対応できないような災害が発生した場合に適用され、被災した都道府県の要請に基づき、全国知事会の調整の下に応援が実施されるものである。応援内容は、被災地における救援救護、災害応急・復旧・復興対策とそれに係る人的および物的支援とされている。

### 全国都道府県広域応援協定の実績
- ナホトカ号重油流出事故
平成9年1月13日、ナホトカ号重油流出事故の応急対策に必要な資機材が京都府で不足しているとして、京都府が属する近畿ブロックの代表県であった和歌山県（当時）が協定に基づく応援要請を行った。これを受け、全国知事会は各県との調整を行い、翌日には広島県に対して京都府への資機材の提供を依頼した。
- 新潟県中越地震
平成16年10月29日、新潟県が属する北海道東北ブロックが、協定に基づく応援要請を行った。これを受け、全国知事会に新潟県中越地震対策都道府県連絡本部が設置され、広域応援計画の作成や各種連絡調整を行うこととした。
- 熊本地震
平成28年4月28日、熊本県が属する九州ブロックの代表県である大分県（九州地方知事会幹事県）が協定に基づく応援要請を実施[4]。九州地方知事会の実施している「カウンターパート方式」に基づき、被害の大きかった南阿蘇村を中心に人的派遣を行っている。

## 締結の方法
通常、協定の締結にあたっては、協定を締結する各主体の代表者の署名、押印が施された協定書が作成される。協定の締結について事前にプレスリリースが行われ、締結式が開催されることがあり、その模様が各自治体の広報紙や、全国紙ローカル版、地方紙などに掲載されることもある。

## 費用負担
応援により生じた費用の負担者は、協定書に明記されていることが多い。実際には、応援者が負担するもの、受援者が負担するもの、応援者と受援助者で協議して負担者および負担割合を決定するものなど、それぞれの協定で負担者は異なる。
なお、全国都道府県広域応援協定では、負担者は原則として応援を受けた都道府県であるが、被災都道府県と応援都道府県との間で協議が整った場合には、この限りではないとされている。

## 参考
- 平成18年版消防白書
- 読売新聞「防災協定　両得」
- 消防庁 新潟県中越地震復興支援ニュース（第5号）